# Verwaltungsgemeinschaft Oberes Sprottental
De Verwaltungsgemeinschaft Oberes Sprottental in het Thüringische district Altenburger Land is een gemeentelijk samenwerkingsverband waarbij acht gemeenten zijn aangesloten.
Op 1 januari 2019 werden de gemeenten Nöbdenitz en Wildenbörten, die deel uitmaakten van het samenwerkingsverband, opgenomen in de gemeente Schmölln. Het bestuurscentrum bevindt zich echter nog steeds in Nöbdenitz.

## Deelnemende gemeenten
De volgende gemeenten maken deel uit van de Verwaltungsgemeinschaft
- Heukewalde
- Jonaswalde
- Löbichau
- Posterstein
- Thonhausen
- Vollmershain